# Cotton Candy (Yungblud)
Cotton Candy è un singolo del cantante britannico Yungblud pubblicato il 9 ottobre 2020.

## Tracce
1. Cotton Candy – 2:46